# Мескини, Алекс Рафаэл
Але́кс Рафаэ́л Мески́ни (порт. Alex Raphael Meschini; род. 25 марта 1982, Корнелиу-Прокопиу, Парана) — бразильский футболист, полузащитник. Провёл 4 игры за сборную Бразилии.

## Биография
Алекс родился 25 марта 1982 года в Корнелиу-Прокопиу в семье фермеров. Они являлись потомками выходцев из Италии; прабабушка Алекса по отцовской линии прибыла в Бразилию из этой страны. Когда Алексу исполнился один год, его родители переехали в Итамбе. В возрасте 7 лет, семья вновь переехала, оказавшись в Санта-Амелии. В этом городе прошло детство Алекса.
У Алекса есть два старших брата, один из которых стал банкиром, а другой агрономом.

### Карьера в Бразилии
Алекс — воспитанник мини-футбольного клуба «Атлетико Пирассунунгенсе», в который он пришёл в возрасте 9 лет. Когда Алексу исполнилось 16, он, с семьёй, переехал в Кампинас, где начал играть за молодёжную команду «Примавера», куда он был приведён своим двоюродным братом. В 2001 году он перешёл в клуб «Гуарани» (Кампинас). Дебютной игрой футболиста стал матч против молодёжного состава клуба «Капивари». Приход в этот клуб помог семье Мескини: «Нам не хватало еды, и мой приход в клуб „Гуарани“ помог нам в этих тяжёлых обстоятельствах». 2003 году Алекс дебютировал в основном составе клуба в матче с «Униао Барбаренсе». В «Гуарани» Алекс быстро стал игроком основного состава, проведя за 2 сезона 54 матча и забив 7 голов. В этой команде он чаще занимал позицию левого вингера, при этом он стал штатным исполнителем угловых и штрафных ударов.
10 марта 2004 года Алекс перешёл в «Интернасьонал», заплативший за переход хавбека более 450 тыс. евро, сказав : «Это честь играть в клубе, 4 раза выигравшем главным бразильские титулы, и имеющем крупнейшую торсиду в Риу-Гранди-ду-Сул». В августе он получил травму — артроскопию на левой щиколотке, из-за чего не выступал 3 месяца. С 2005 года Алекс стал играть важную роль в составе команды. Однако в этом, и последующем сезонах Алекс часто оказывался в «лазарете» команды из-за травм, так в чемпионате Риу-Гранди-ду-Сул 2005, победного для клуба, Алекс провёл лишь 2 игры, причиной чему стало повреждение правого колена в феврале, из-за чего игрок не выступал 4 месяца, и травма лобковой кости, полученная в октябре в матче Кубка Либертадорес. При этом полузащитник выходил на поле на нескольких позициях, включая левого полузащитника и второго нападающего. В следующем сезоне Алекс по-прежнему часть матчей пропустил из-за травмы лобковой кости, вызванной паховой грыжей, из-за чего игрок не выступал с июня по сентябрь Однако он помог клубу выиграть Кубок Либертадорес, на котором провёл 8 матчей и забил 1 гол и клубный чемпионат мира. В декабре 2006 года Алексом интересовался московский ЦСКА, которого рекомендовал тренер клуба по физподготовке Паулу Пайшау, но клуб не купил футболиста.
В январе 2007 года Алекс травмировал мышцы обоих бёдер, пропустив два месяца. В том же году, окончательно вылечившись от травм, он стал твёрдым игроком основного состава команды и помог клубу выиграть Рекопу Южной Америки, на которой провёл оба матча и забил 1 гол. Летом ему предложил контракт немецкий «Вольфсбург», однако цена в 8 млн евро не устроила бразильцев. Также Алексом интересовалась «Барселона», ищущая усиление на левый фланг полузащиты, но предпочла ему другого игрока. В декабре Алекс вновь получил рецидив травмы лобковой кости, вызванной паховой грыжей.
В 2008 году Алекс получил в клубе футболку с номером 10. Это отразилось и на игре: главный тренер команды Абел Брага позволил Алексу регулярные смещения в центр поля. В этом же году он стал лучшим бомбардиром Лиги Гаушу, завоевал с командой Кубок Дубая и Южноамериканский кубок, в котором стал, вместе с партнёром по команде Нилмаром, лучшим бомбардиром, забив 5 голов в 5 проведённых матчах. Алекс забивал большое количество голов со стандартных положений, 5 лет он был штатным пенальтистом «Интернасьонала», за этот период не забив с 11-метровой отметки лишь один раз. Летом 2008 года Алексом интересовались несколько клубов, включая московский «Спартак», однако цена в 14 млн евро, в которую оценивал Алекса «Интернасьонал», потенциальным покупателям не подошла. Успехи футболиста были отмечены тренером сборной Бразилии Дунгой. 12 октября 2008 года Алекс дебютировал в сборной страны в отборочном матче чемпионата мира 2010 года, заменив на 70-й минуте Кака. По итогам голосования за приз лучшему футболисту Южной Америки 2008 года Алекс занял 9-е место. В одном из своих последних матчей за «Интернасьонал», 28 января 2009 года, Алекс был удалён с поля, после чего на трибунах начались беспорядки. Последний матч за «Интер» Алекс провёл в чемпионате штата Риу-Гранди-ди-Сул 15 февраля 2009 года против клуба «Жуиз», в котором забил 2 гола, а его команда победила 5:1.

«Ребята в Порту-Алегри шутили по этому поводу, что если мне завязать на поле глаза, мяч всё равно найдёт сетку. Нельзя сказать, что я только в прошлом году научился играть в футбол. Поверьте, я и до этого умел. Просто изменилась моя позиция на поле и появилось больше возможностей для удара. Раньше я играл ближе к своим защитникам — потому и забивал нечасто».

Всего за «Интернасьонал» Алекс провёл 168 матчей и забил 68 голов.

### «Спартак» Москва

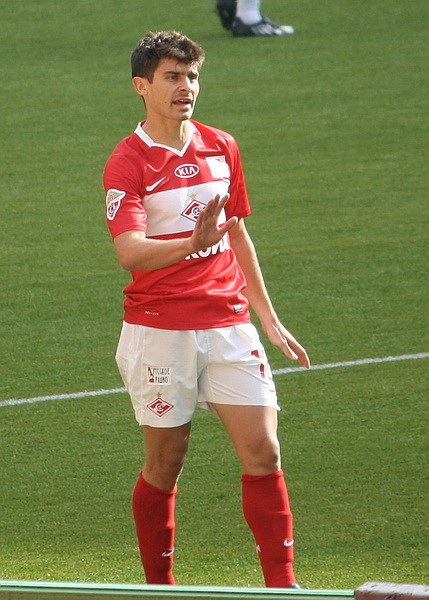
Эмоции Алекса

27 февраля 2009 года за 5 миллионов евро перешёл в московский «Спартак», при этом клуб заплатил ещё и 2 млн евро самому игроку, владевшему 30 % своего договора. Перед этим Алекс успел сыграть несколько матчей за «Интер» и забить несколько мячей в стартовавшей Лиге Гаушу 2009 года (которую «колорадос» в итоге выиграли уже без Алекса). Алекс подписал контракт со «Спартаком» на 5 лет, его ежемесячная заработная плата составляет 200 тыс. евро, плюс 15 тысяч за каждую победу клуба.

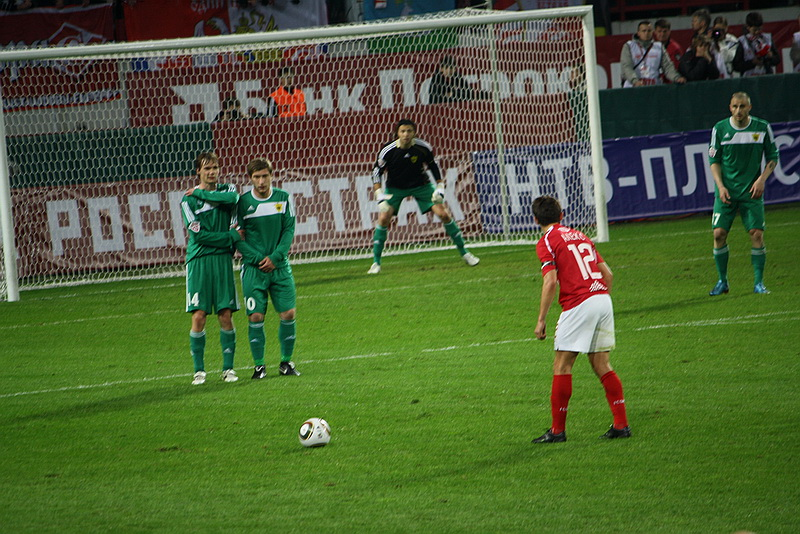
Алекс подаёт штрафной

«Не скрою, тяжело покидать родной дом. Однако в „Интере“ я добился многого, поэтому покидаю команду счастливым. Итоги переговоров о трансфере хороши как для меня, так и для клуба. „Спартак“ — это интересная команда, в проекте которой есть задача добиться успехов в еврокубках».

2 марта Алекс был представлен команде и провёл первую тренировку со «Спартаком». В клубе Алекс получил 12-й номер. 15 марта Алекс дебютировал в составе «Спартака» в матче 1-го тура чемпионата России с «Зенитом»; главный тренер «Спартака» Микаэль Лаудруп остался доволен дебютом бразильца. Во втором туре, с краснодарской «Кубанью», Алекс не реализовал пенальти, а его команда проиграла 0:1.
5 апреля в 3-м туре чемпионата России в домашней игре против «Спартака» из Нальчика Алекс забил свой первый гол за «Спартак». Дебютный гол Алекса, забитый прямым ударом со штрафного, получился очень красивым. Этим мячом Алекс открыл счет в матче на 44 минуте, в итоге гол оказался победным в игре, закончившейся со счетом 2:0 в пользу спартаковцев.
По итогам своей игры в конце сентября был вызван в сборную Бразилии. После игры 23-го тура, когда его команда победила «Томь» со счётом 5:0, Алекс высказался относительно своего возможного участия в играх сборной Бразилии:

«Вы не представляете, как я был счастлив, когда узнал, что Дунга вызвал меня в сборную! Очень надеюсь, что благодаря игре за „Спартак“ закреплюсь и в национальной команде. Вы, возможно, удивляетесь такому заявлению, но я постараюсь доказать его закономерность в ближайших играх Бразилии».

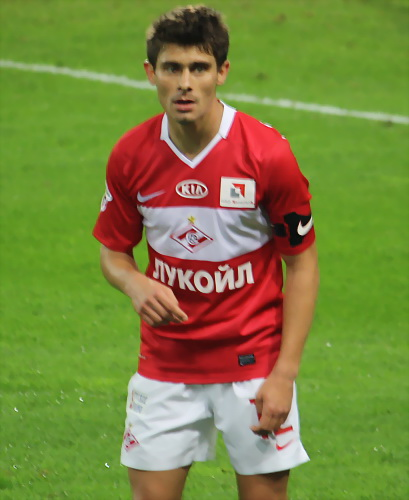
Алекс

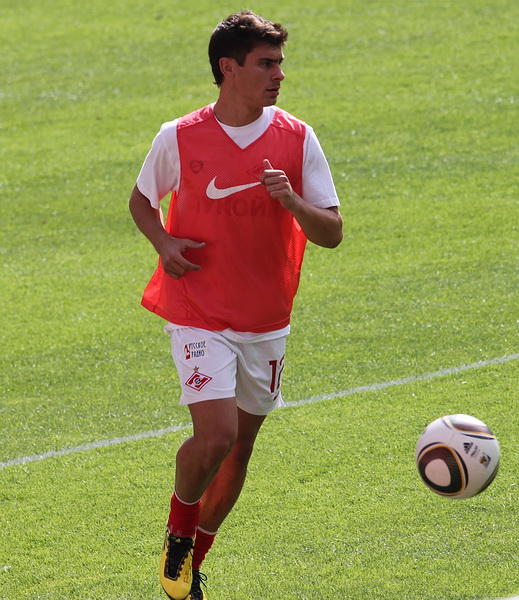
Тренировка Алекса

4 октября в матче с «Амкаром» Алекс вывел «Спартак» на поле в качестве капитана команды. Алекс выиграл в составе «Спартака» серебряные медали чемпионата России, чем был расстроен: «Я люблю всегда и во всём быть первым. Вторым или третьим быть не терплю. Мне тяжело осознавать, что мы могли быть и выше. Всё ведь было в наших руках. Вместе с тем я отмечу, что команда выполнила одну из двух поставленных перед ней задач — пробилась в Лигу чемпионов. С учётом того, что команде в этом году было непросто и она преодолевала трудные этапы, такой результат не может не радовать. Но если говорить объективно, команда-чемпион не создаётся меньше чем за год. У нас не было большого количества времени, чтобы наиграть костяк, и все это прекрасно знают». По окончании сезона он был признан лучшим центральным полузащитником чемпионата России. По мнению спортивного телекомментатора Георгия Черданцева, вся игра «Спартака» в сезоне 2009 была построена на Алексе.

«Главное события года для меня — это, безусловно, вызов в сборную. Конечно, он радует в любом случае, но мне приятен вдвойне: я сумел опровергнуть распространенное мнение — мол, из российского чемпионата в нашу национальную команду попасть почти нереально. Надеюсь, это послужит ориентиром для других земляков, выступающих в России».

В первом матче «Спартака» в 2010 году Алекс выступил не очень удачно, но уже во второй игре с питерским «Зенитом» сделал голевую передачу; игра завершилась вничью 1:1. В третьей игре сезона Алекс сделал две результативные передачи, которые привели к голам, принёсшим клубу победу над московским «Локомотивом». 25 апреля, в игре со «Спартаком-Нальчиком», Алекс получил две жёлтые карточки, при этом вторую бразилец заработал уже после финального свистка за неспортивное поведение. 6 мая Алекс забил свой первый гол в сезоне, поразив ворота «Анжи»; в этой же игре он вывел «Спартак» на поле в качестве капитана команды. В целом, начало сезона вышло у Алекса неудачным; Валерий Карпин связывал это с психологическими проблемами игрока. 15 августа, в игре с московским «Локомотивом», Алекс отдал две голевые передачи и принял участие ещё в одном голе; его команда победила в игре со счётом 3:2. 15 октября Алекс, после долгого перерыва, забил гол ударом со штрафного, в той же игре он получил микронадрыв мышцы правого бедра. 4 ноября бразилец вернулся на поле. Но уже 8 ноября вновь травмировался. 9 декабря, в последнем матче сезона с клубом «Жилина» Алекс забил гол и сделал голевую передачу, принеся победу своей команде со счётом 2:1. Всего за сезон он провёл 27 матчей и забил 5 голов.

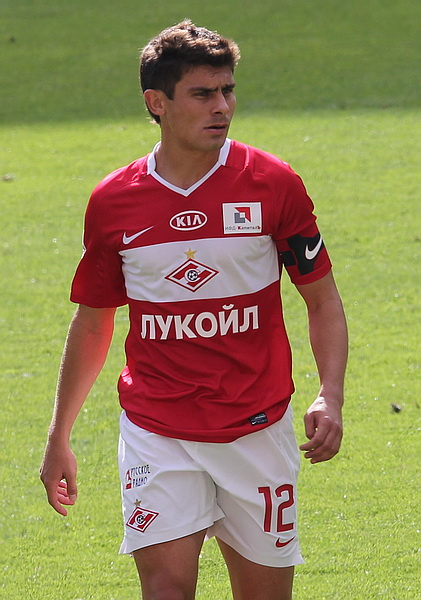
Алекс с капитанской повязкой

В первом матче 2011 года, против швейцарского «Базеля», Алекс поучаствовал во всех трёх голах своей команды, выигравшей поединок со счётом 3:2. 10 марта 2011 года Алекс дальним ударом поразил ворота амстердамского «Аякса» в матче 1/8 финала Лиги Европы, принеся победу своей команде со счётом 1:0. В ответном матче в Москве забил гол со штрафного. В итоге «Спартак» победил 3:0.
В апреле полузащитник задумался об уходе из клуба. В мае трансфером Алекса заинтересовался «Коринтианс», предложивший за переход полузащитника 6 млн евро. 13 мая «Спартак» и «Коринтианс» договорились о продаже футболиста; по словам Валерия Карпина: «Да, мы достигли принципиальной договорённости о переходе Алекса в бразильский клуб. Почему решили продать одного из лидеров команды? Без комментариев». Причиной отъезда полузащитника на родину стала тяжёло проходящая беременность его жены, во время которой была опасность выкидыша, в результате чего сын Алекса родился недоношенным на седьмом месяце; а бразилец регулярно отлучался из команды домой для того, чтобы поддержать супругу.

### «Коринтианс»
17 мая 2011 года Алекс подписал контракт с клубом «Коринтианс» до декабря 2014 года. Сумма трансфера составила 6 млн евро. Он сказал:
Для меня это возвращение домой. Всё началось ещё в конце прошлого года — именно тогда «Коринтианс» проявил свой интерес, однако заполучить меня на правах аренды у клуба не получилось. После этого руководители клуба сказали мне, что постараются выкупить мой трансфер. Рад, что так всё и получилось. Я вернулся не из-за того, что не адаптировался в России. В России ко мне относились очень хорошо, хотя я не умел ни читать, ни писать, ни говорить на русском языке. Я вернулся в связи с тем, что поступило предложение от «Коринтианса», а ещё влияние оказал и семейный вопрос. Кроме того, возвращение в Бразилию может помочь осуществить мою мечту сыграть на чемпионате мира. Таков мой выбор. В «Спартаке» знали о моих намерениях. Не могу сказать, что я покинул «Спартак» счастливым, так как так и не смог выиграть что-либо с этой командой. Надеюсь, победы придут ко мне в «Коринтиансе».
29 июня Алекс дебютировал в составе «Коринтианса» в матче бразильского чемпионата с «Баией», выйдя на замену на 66-й минуте игры. 7 августа он забил первый мяч за клуб, поразив ворота «Атлетико Паранаэнсе». В сентябре Алекс в матче с «Сантосом» неудачно столкнулся с соперником, у него начались судороги, и он потерял сознание. Он был отправлен в больницу на скорой помощи, где проверка не выявила у него никаких повреждений.
В 2011 году Алекс помог Коринтиансу выиграть пятый чемпионский титул в Бразилии, а в следующем сезоне — впервые в истории «Тимао» — завоевать Кубок Либертадорес. Алекс пропустил лишь 2 последние игры группового этапа, сыграв в 12 из 14 матчах в ходе победной кампании. Он также отметился одним забитым голом в ответной игре 1/8 финала в ворота «Эмелека». В обоих финальных матчах Алекса меняли в конце матчей, однако это были исключительно тактические замены — на 92-й минуте в Буэнос-Айресе и на 89-й минуте в Сан-Паулу. Таким образом, спустя 6 лет, Алекс во второй раз стал обладателем Кубка Либертадорес.

### «Аль-Гарафа»
20 июля 2012 года Алекс перешёл в катарский клуб «Аль-Гарафа», подписав трёхлетний контракт.

### «Интернасьонал»
20 июля 2013 года Алекс возвратился в «Интернасьонал». 11 января 2017 года «Интернасьонал» и Алекс, по обоюдному согласию, расторгли контракт.
В июне 2017 года завершил карьеру.

## Стиль игры
По мнению Виктора Булатова
Алекс — классический центральный полузащитник атакующего плана, в задачу которого как раз входит взорвать игру неожиданным острым пасом вперёд. У него светлая голова, умными передачами бразильца нельзя не любоваться. В этом плане он игрок выдающийся: может отдать и в касание, и через такт, тонко чувствуя ситуацию на поле. Главное — мяч полетит в нужную точку в нужное время. Причём чаще всего передача следует в свободную зону, после чего у чужих ворот становится жарко.

## Статистика

### Клубная
на 21 июля 2012
| Сезон   | Клуб               | Лига    | Чемпионат | Чемпионат | Кубок | Кубок | Континт. | Континт. | Континт. | Чемпионат штата | Чемпионат штата | Прочие | Прочие | Прочие |
| Сезон   | Клуб               | Лига    | Игры      | Голы      | Игры  | Голы  | Турнир   | Игры     | Голы     | Игры            | Голы            | Турнир | Игры   | Голы   |
| ------- | ------------------ | ------- | --------- | --------- | ----- | ----- | -------- | -------- | -------- | --------------- | --------------- | ------ | ------ | ------ |
| 2003    | Гуарани (Кампинас) | Серия А | 40        | 6         | 1     | 0     | —        | —        | —        | ?               | ?               | ?      | ?      | ?      |
| 2004    | Гуарани (Кампинас) | Серия А | 0         | 0         | 2     | 1     | —        | —        | —        | 9               | 3               | ?      | ?      | ?      |
| 2004    | Интернасьонал      | Серия А | 20        | 4         | 0     | 0     | ЮАК      | ?        | 0        | ?               | ?               | ?      | ?      | ?      |
| 2005    | Интернасьонал      | Серия А | 18        | 3         | 0     | 0     | ЮАК      | 2        | 0        | ?               | ?               | ?      | ?      | ?      |
| 2006    | Интернасьонал      | Серия А | 16        | 5         | 0     | 0     | КЛ       | 8        | 1        | ?               | ?               | КЧМ    | 2      | 0      |
| 2007    | Интернасьонал      | Серия А | 28        | 6         | 0     | 0     | КЛ       | 3        | 0        | ?               | 0               | РЮА    | 2      | 1      |
| 2008    | Интернасьонал      | Серия А | 23        | 9         | 5     | 3     | ЮАК      | 5        | 5        | ?               | 13              | ?      | ?      | ?      |
| 2009    | Интернасьонал      | Серия А | 0         | 0         | 0     | 0     | ЮАК      | 0        | 0        | 6               | 3               | —      | —      | —      |
| 2009    | Спартак (Москва)   | РФПЛ    | 29        | 12        | 2     | 0     | —        | —        | —        | —               | —               | —      | —      | —      |
| 2010    | Спартак (Москва)   | РФПЛ    | 22        | 3         | 1     | 1     | ЛЧ       | 4        | 1        | —               | —               | —      | —      | —      |
| 2011/12 | Спартак (Москва)   | РФПЛ    | 3         | 0         | 2     | 0     | ЛЕ       | 6        | 2        | —               | —               | —      | —      | —      |
| 2011    | Коринтианс         | Серия А | 27        | 6         | 0     | 0     | —        | —        | —        | 0               | 0               | 0      | 0      | 0      |
| 2012    | Коринтианс         | Серия А | 4         | 0         | 0     | 0     | КЛ       | 12       | 1        | 10              | 1               | 0      | 0      | 0      |

Примечание: чемпионат штата — только для Бразилии. Под прочими турнирами подразумеваются Суперкубки, Межконтинентальные кубки и Кубки Лиги различных стран и континентов.

### В сборной
| Матчи Алекса за сборную Бразилии | Матчи Алекса за сборную Бразилии | Матчи Алекса за сборную Бразилии | Матчи Алекса за сборную Бразилии | Матчи Алекса за сборную Бразилии | Матчи Алекса за сборную Бразилии | Матчи Алекса за сборную Бразилии |
| -------------------------------- | -------------------------------- | -------------------------------- | -------------------------------- | -------------------------------- | -------------------------------- | -------------------------------- |
| №                                | Дата                             | Оппонент                         | Счёт                             | Голы Алекса                      | Соревнование                     |                                  |
| 1                                | 12 октября 2008                  | Венесуэла                        | 4:0                              | -                                | Отборочные матчи ЧМ-2010         |                                  |
| 2                                | 19 ноября 2008                   | Португалия                       | 6:2                              | -                                | Товарищеский матч                |                                  |
| 3                                | 11 октября 2009                  | Боливия                          | 1:2                              | -                                | Отборочные матчи ЧМ-2010         |                                  |
| 4                                | 14 октября 2009                  | Венесуэла                        | 0:0                              | -                                | Отборочные матчи ЧМ-2010         |                                  |

## Достижения

### Командные
Интернасьонал
- Чемпион Риу-Гранди-ду-Сул: (4) 2004, 2005, 2008, 2014
- Обладатель Кубка Либертадорес: 2006
- Обладатель Южноамериканского кубка: 2008
- Обладатель Рекопы Южной Америки: 2007
- Победитель Клубного чемпионата мира: 2006
- Обладатель Кубка Дубая: 2008

Спартак
- Серебряный призёр Чемпионата России: 2009, 2011/12

Коринтианс
- Чемпион Бразилии: 2011
- Обладатель Кубка Либертадорес: 2012

### Личные
- Лучший бомбардир Лиги Гаушу: 2008 (13 голов)
- Лучший бомбардир Южноамериканского кубка: 2008 (5 голов)
- Лучший атакующий полузащитник Чемпионата Бразилии: 2008[78]
- В списках 33 лучших футболистов чемпионата России: № 1 (2009).
- Второй футболист России по версии тренеров клубов РФПЛ: 2009[79]
- Второй футболист России по версии еженедельника «Футбол»: 2009[80]
- Награда «Золотой кабан» от болельщиков ФК «Спартак»: 2009
- Лучший по количеству голевых передач в чемпионате России: 2010 (8 пасов)[81]

## Личная жизнь
Женат на Анне Пауле. Сын Лукас (род. 2006), сын (род. апрель 2011).